# Oreodytes crassulus
Oreodytes crassulus är en skalbaggsart som först beskrevs av Henry Clinton Fall 1923.  Oreodytes crassulus ingår i släktet Oreodytes och familjen dykare. Inga underarter finns listade i Catalogue of Life.